# Patriot (amerikanska revolutionen)
För andra betydelser, se Patriot (olika betydelser).
Patrioter (också kallade amerikaner, whigs, revolutionärer, kongressmän eller rebeller) kallas de av de Tretton koloniernas invånare, som gjorde uppror mot det brittiska styret under den amerikanska revolutionen och som i juli 1776 förklarade Amerikas förenta stater som en självständig nation. 

## Ideologi
Deras uppror var baserad på republikanismens politiska filosofi som uttrycktes av ströskriftsförfattare som Thomas Jefferson, Alexander Hamilton och Thomas Paine. De kallade sig själva whigs efter 1768 för att identifiera sig med medlemmar av Brittiska Whigs, som förordade en brittisk politik som tillmötesgick de Tretton koloniernas intressen.

## Prominenta patrioter
- George Washington, nationens fader

### Statsmän och ämbetsman
- John Adams
- John Dickinson
- Benjamin Franklin
- Jonathan Shipley

### Ströskriftsförfattare och aktivister
- Samuel Adams
- Alexander Hamilton
- William Molineux
- Timothy Matlack
- Thomas Paine
- Paul Revere

### Officerare
- Nathanael Greene
- Nathan Hale
- Francis Marion
- Andrew Pickens
- Daniel Morgan
- James Mitchell Varnum
- Joseph Bradley Varnum